# Ньонг и Мфуму
Ньонг и Мфуму (фр. Nyong-et-Mfoumou) — один из 10 департаментов Центрального региона Камеруна. Находится в юго-восточной части региона, занимая площадь в 6 172 км².
Административным центром департамента является город Аконолинга (фр. Akonolinga). Граничит с департаментами: От-Санага (на севере и северо-западе), Мефу и Афамба (на востоке), Ньонг и Соо (на юго-западе), Джа и Лобо (на юге и юго-востоке) и О-Ньонг (на востоке).

Департамент Ньонг и Мфуму на карте Центрального региона

## Административное деление
Департамент Ньонг и Мфуму подразделяется на 5 коммун:
1. Аконолинга (фр. Akonolinga)
2. Айос (фр. Ayos)
3. Эндом (фр. Endom)
4. Кобдомбо (фр. Kobdombo)
5. Менганг (фр. Mengang)